# Museum Gevaert-Minne

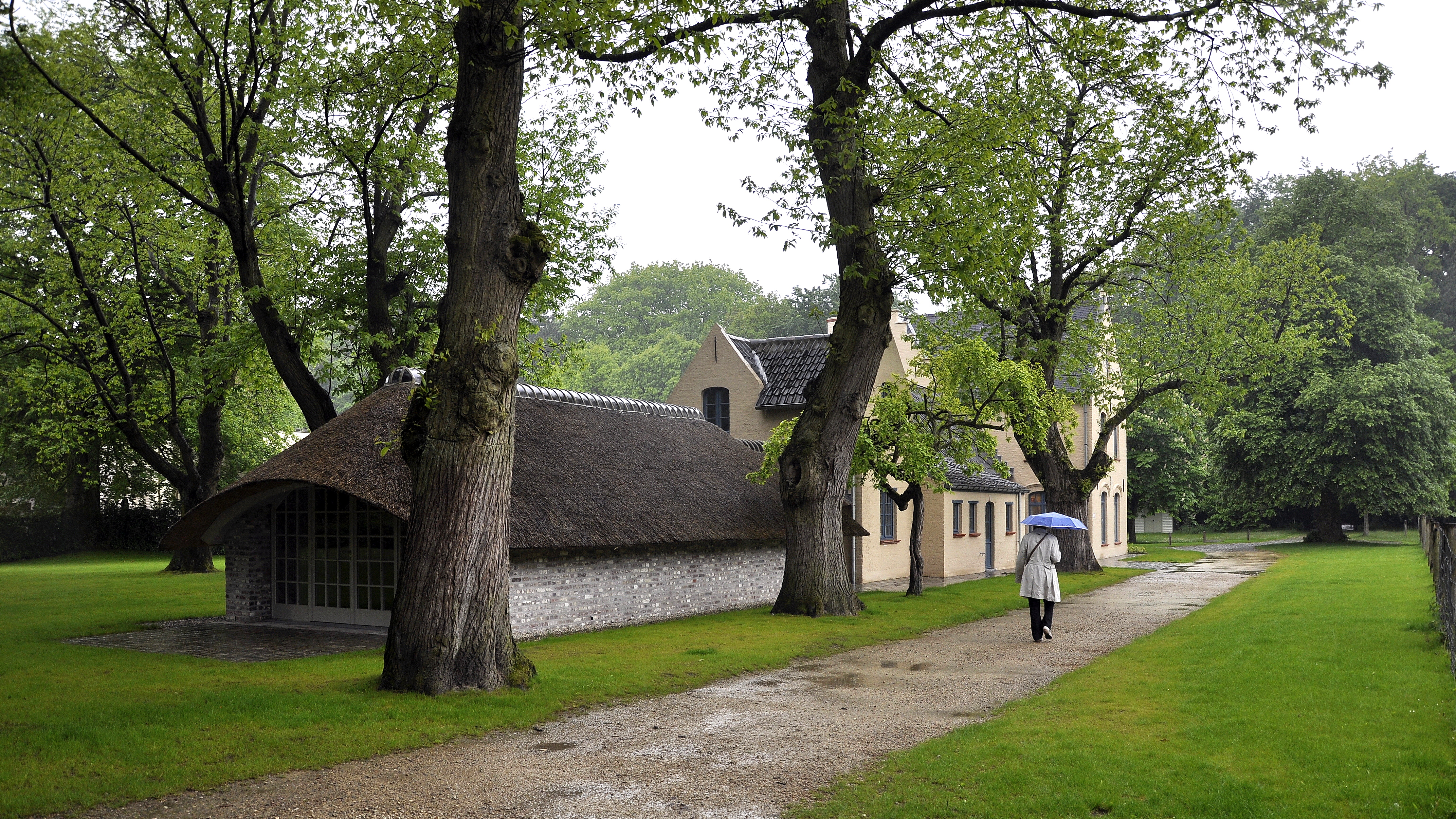
Het Museum Gevaert-Minne

Het Museum Gevaert-Minne is een museum in de Belgische gemeente Sint-Martens-Latem, in de provincie Oost-Vlaanderen. Het is gevestigd in het voormalig woonhuis van Edgar Gevaert, zijn vrouw Marie Minne, dochter van de kunstenaar George Minne, en hun elf kinderen. Hij ontwierp zelf zijn woning die hij liet optrekken in neorenaissancestijl. Hij was ook actief als dichter, schilder, componist en schrijver.

## Het museum
Na het overlijden van Gevaert had Marie Minne de woning en het atelier van haar man opengesteld om bezoekers de kans te geven een aantal werken van haar echtgenoot en haar vader te bekijken. Na haar overlijden kocht het gemeentebestuur van Sint-Martens-Latem de woning en installeerde er in 1994 het museum Gevaert-Minne. Na restauratie heropende het in 2012 met werken van nog andere kunstenaars van de Latemse Scholen, samengebracht door cultuurfunctionaris Piet Boyens. De eetplaats werd gerestaureerd met behoud van de haard en het meubilair.

## Tentoongestelde kunstenaars
Het museum Gevaert-Minne bevat onder meer werken van:
- Edgar Gevaert
- George Minne
- Valerius de Saedeleer
- Maurice Sys
- Leon De Smet
- Gust De Smet
- Gustave Van de Woestijne
- Frits Van den Berghe
- Albert Saverys
- Xavier De Cock
- Albijn van den Abeele
- Felix Cogen
- Constant Permeke

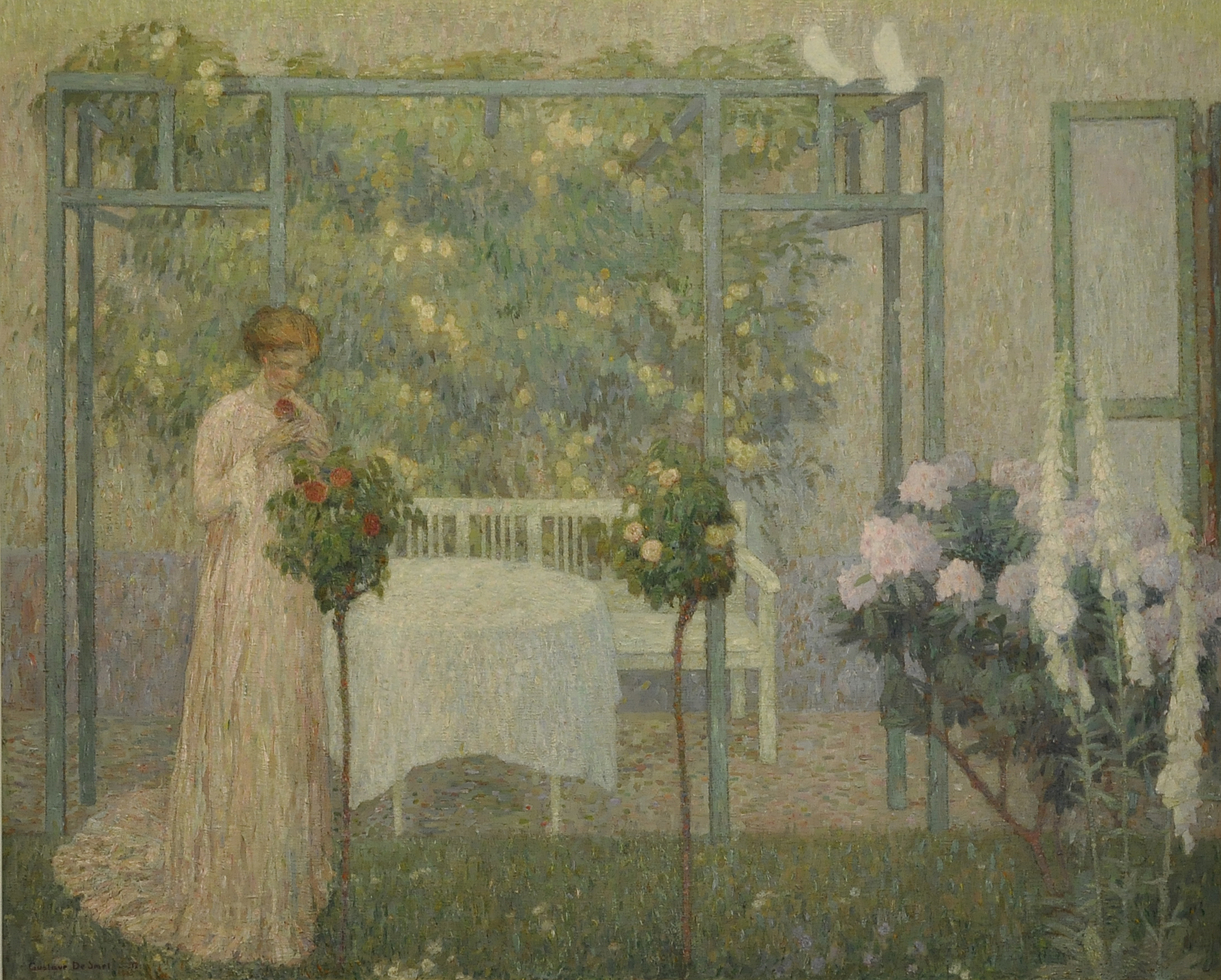
Vrouw bij rozelaar (1912) van Gust De Smet
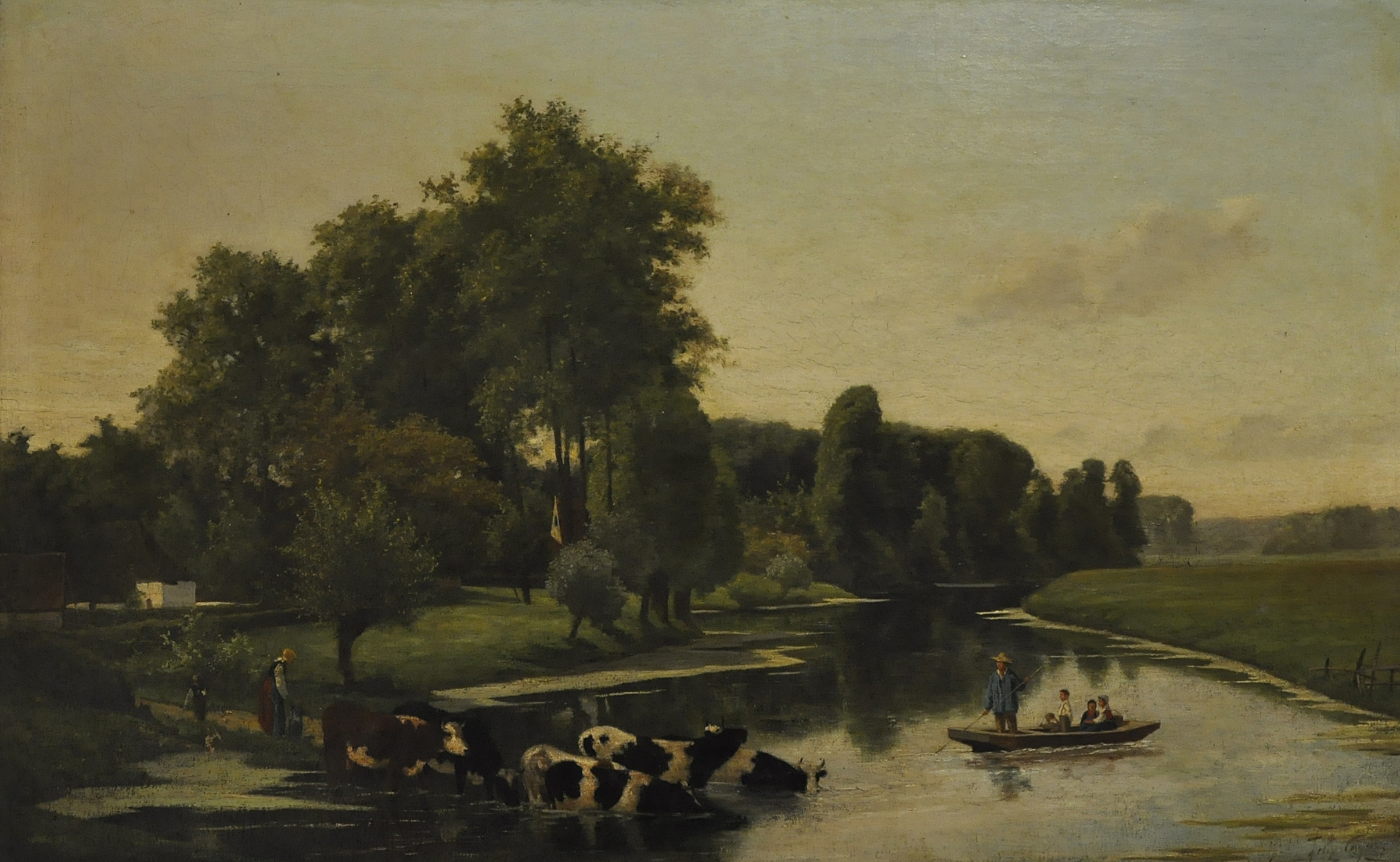
De Leie te Deurle van Felix Cogen
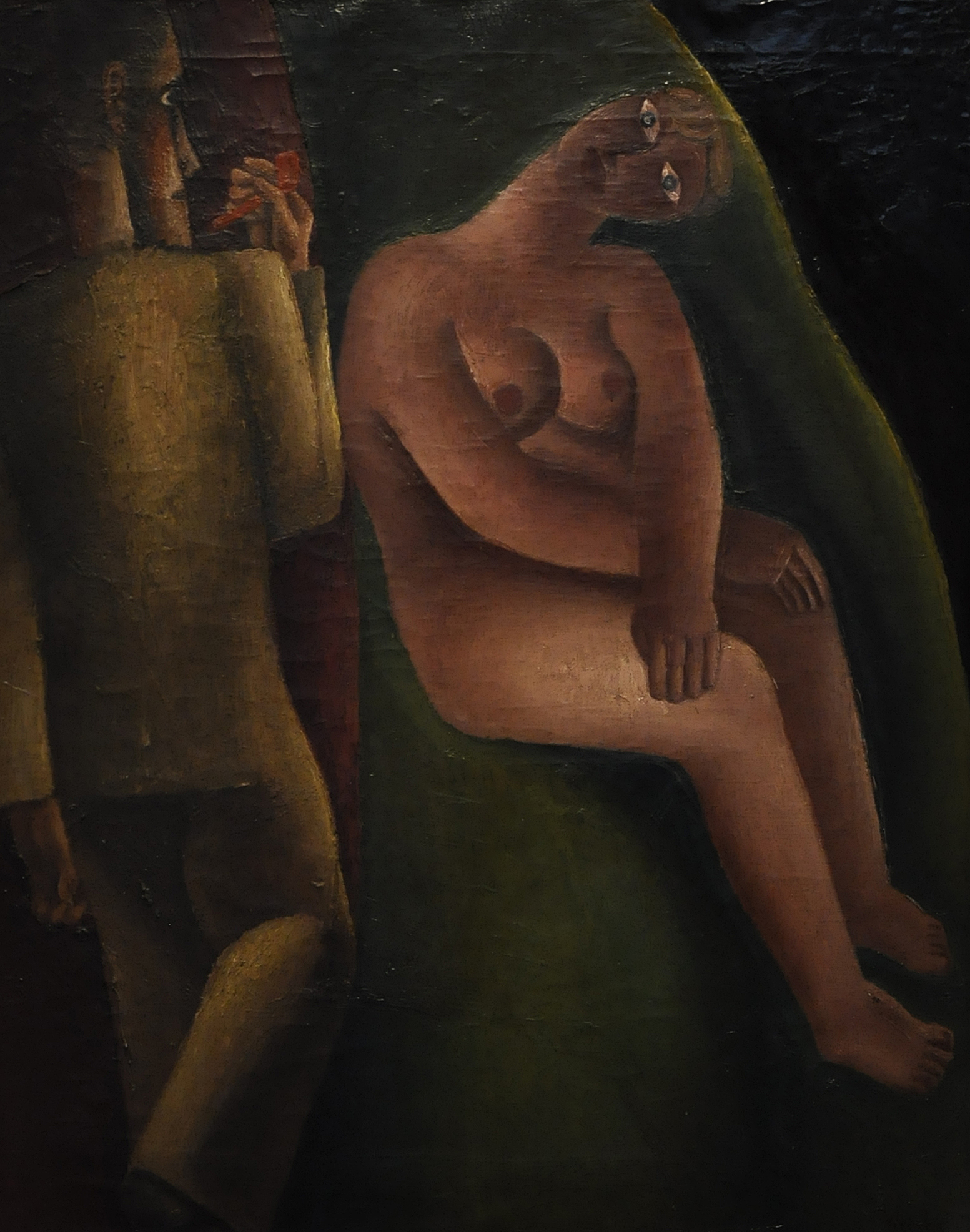
Zondagnamiddag van Frits Van den Berghe